# Zoran Paunović
Zoran Paunović (in serbo Зоран Пауновић?; Niš, 19 luglio 2000) è un cestista serbo.

## Palmarès

### Individuale
- Quintetto ideale della Juniorska ABA Liga: 1

Stella Rossa: 2017-18